# Skeleton vid olympiska vinterspelen 2010

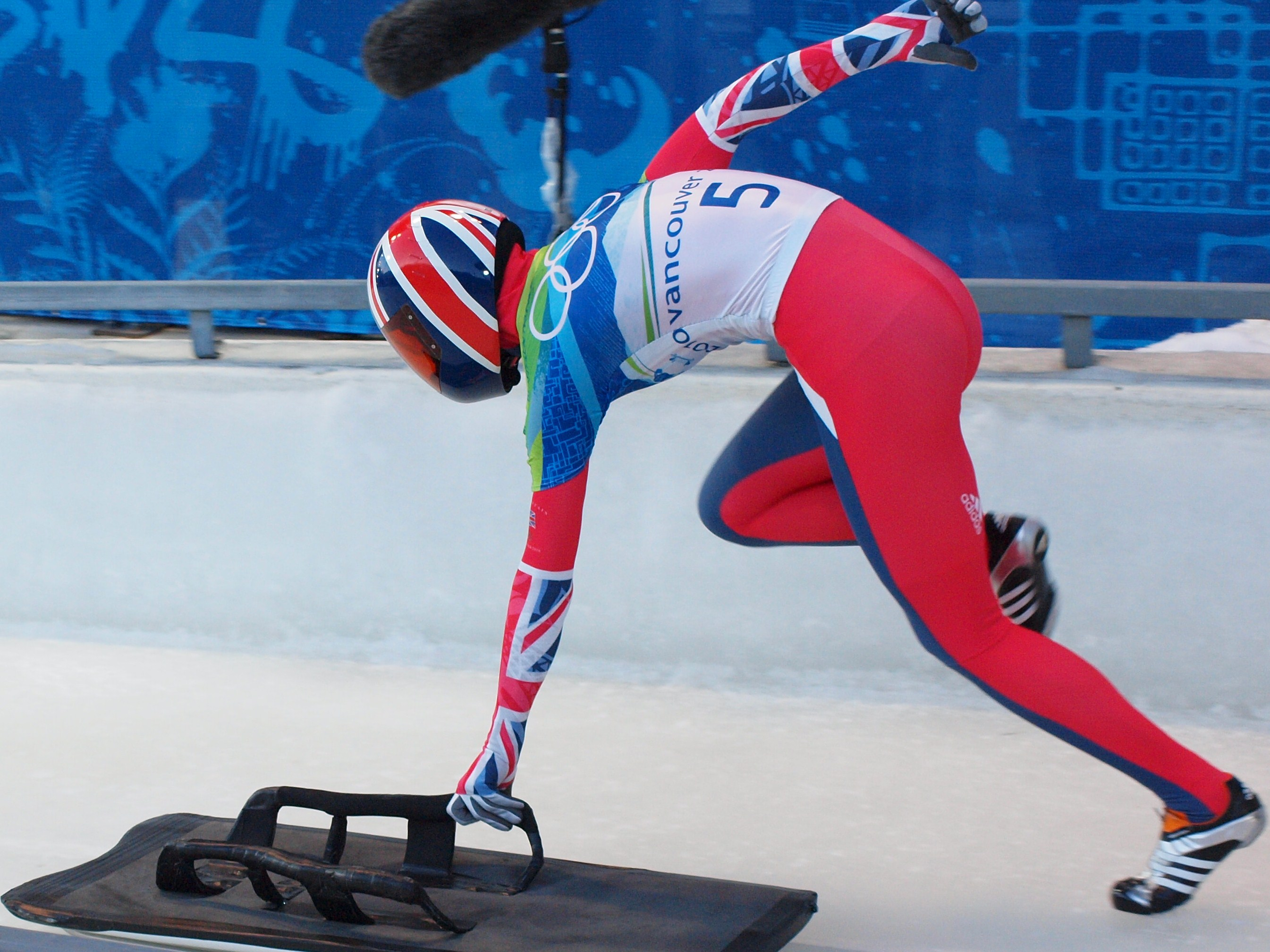
Amy Williams från Storbritannien.

Tävlingarna i skeleton vid de olympiska vinterspelen 2010 hölls mellan den 18 och 19 februari 2010 i Vancouver, Kanada.

## Grenar
Två skeletongrenar hölls vid de olympiska vinterspelen 2010.
| Gren               | Guld                        | Guld    | Silver                      | Silver  | Brons                        | Brons   |
| Herrar Detaljer... | Jon Montgomery Kanada       | 3.29,73 | Martins Dukurs Lettland     | 3.29,80 | Alexander Tretjakov Ryssland | 3.30,75 |
| Damer Detaljer...  | Amy Williams Storbritannien | 3.35,64 | Kerstin Szymkowiak Tyskland | 3.36,20 | Anja Huber Tyskland          | 3.36,36 |

### Medaljtabell
| Pl. | Nation         | Guld | Silver | Brons | Totalt |
| --- | -------------- | ---- | ------ | ----- | ------ |
| 1   | Kanada         | 1    | 0      | 0     | 1      |
| 1   | Storbritannien | 1    | 0      | 0     | 1      |
| 3   | Tyskland       | 0    | 1      | 1     | 2      |
| 4   | Lettland       | 0    | 1      | 0     | 1      |
| 5   | Ryssland       | 0    | 0      | 1     | 1      |
|     | Totalt         | 2    | 2      | 2     | 6      |

## Tävlingsschema
Alla tider är Stillahavsstandardtid (UTC-8).
| Dag   | Datum                    | Start | Slut  | Typ    | Fas    |
| ----- | ------------------------ | ----- | ----- | ------ | ------ |
| Dag 7 | Torsdag 18 februari 2010 | 16:00 | 21:00 | Damer  | Åk 1-2 |
| Dag 7 | Torsdag 18 februari 2010 | 16:00 | 21:00 | Herrar | Åk 1-2 |
| Dag 8 | Fredag 19 februari 2010  | 15:45 | 20:30 | Damer  | Åk 3-4 |
| Dag 8 | Fredag 19 februari 2010  | 15:45 | 20:30 | Herrar | Åk 3-4 |